# 清川口の戦い
清川口の戦い（きよかわぐちのたたかい）は、慶応4年（1868年）の戊辰戦争の中の一つの庄内藩と鎮撫軍の戦い・秋田戦争の戦端になった戦いである。腹巻岩の戦いとも言う。

## 経緯

### 開戦まで
慶応4年（1868年）2月村山郡幕領七万四千石が庄内藩預地となり、寒河江に250人余りの庄内藩士が入った。これを皮切りに、庄内藩は山形盆地に進出した。しかし、4月2日奥羽鎮撫総督府軍の進攻を察知し撤退し、その夜薩摩・長州・仙台・天童など400名余の新政府軍が寒河江に入った（柴橋事件）。慶応3年度の年貢を求めてのことであったが、既に庄内藩が最上川の舟運によって庄内へ運んだ後だった。財政基盤の整っていない新政府にとって、年貢米を押収できなかったことは大きな打撃であり、これが朝廷の公領を侵害したとして庄内征討を決定された一因になった。

### 開戦
奥羽鎮撫軍は4月14日に仙台岩沼を発ち、16日笹谷口から山形に入り、20日には天童に本陣を構えた。4月20日に新庄藩士塙左近右衛門が澤為量副総督より松山藩への使者に立った際、清川御殿林で誤認により発砲を受けた。この事で事態は緊迫した。庄内軍の清川口から新庄に攻め上る気配を感じて沢副総督は4月23日に本陣を新庄に移した。塙に同行した総督府兵と新庄に着陣した沢為量率いる鎮撫軍が4月24日早朝、清川口で戦端を開く。
すでに18日には新庄藩の探索が出ており、22日ごろには三隊が布陣して、開戦当日は薩摩兵の先導として腹巻岩にいた。この時、鎮撫軍に参加して新庄兵は初めての実践で、長州藩の隊長より戦闘中に戦いを教えてもらった。
翌日、副総督府から出兵命令を受けた山形藩と上山藩兵が新庄に到着して、最上川を挟んで庄内軍と対峙した。鎮撫軍は庄内軍に破れて4月25日の夕刻に新庄に引き上げた。当時、鎮撫軍に加盟していた新庄藩は、古口、曲川、肘折口、舟形口の藩境を固めて庄内軍に備えた。その後直接的な衝突はなく、閏4月22日の奥羽越列藩同盟の成立時には、新庄藩は鎮撫軍を裏切り同盟に参加する。

### その後
一方、勝利した庄内軍3000名は大網口から六十里越街道を通って山形・天童攻略のために最上川西岸に布陣した。鎮撫軍は天童藩、山形藩、佐倉藩、館林藩、土浦藩、松前藩などの連合軍になり最上川対岸に配置し対抗した。4月29日には小規模の軍事衝突があったが、被害は両軍とも軽微であった。その後、閏4月4日に庄内軍は、谷地を攻撃しようとしていた鎮撫軍に先制攻撃を開始して、天童に侵攻して市街地を焼き払う（天童の戦い）。庄内軍は鎮撫軍に勝利していたが、庄内藩主は朝敵になることを恐れて、即時停戦して撤退するように厳命したので、閏4月12日に庄内軍は領地内に引き返した。
同年7月に庄内軍の一番大隊と二番大隊は白河口の戦いの応援に向かう途中、久保田藩が裏切り奥羽越列藩同盟を攻撃した。庄内への援軍の要請を受けて、庄内軍は裏切り鎮撫軍についた久保田藩および薩摩長州を中心とする鎮撫軍と2ヶ月に渡る戦闘を開始することになる。庄内軍は久保田藩内部に侵攻し、次々に攻略した。

## その他
明治26年（1893年）8月正岡子規が古戦場跡を訪れ以下の句を詠んだ。

蜩の二十五年も昔かな
-- 子規